# Japon aux Jeux olympiques d'été de 2004
Le Japon participe aux Jeux olympiques d'été de 2004 à Athènes. Il s'agit de leur 19e participation à des Jeux d'été.
La délégation japonaise, composée de 306 athlètes, termine cinquième du classement par nations avec 37 médailles (16 en or, 9 en argent et 12 en bronze).

## Engagés par sport

### Athlétisme

#### Hommes
| Athlète         | Epreuve    | Séries   | Séries | Quarts de finale | Quarts de finale | Demi-finales | Demi-finales | Finale   | Finale  |
| Athlète         | Epreuve    | Résultat | Rang   | Résultat         | Rang             | Résultat     | Rang         | Résultat | Rang    |
| --------------- | ---------- | -------- | ------ | ---------------- | ---------------- | ------------ | ------------ | -------- | ------- |
| Shingo Suetsugu | 100 mètres | 10.27    | 3e     | 10.19            | 5e               | Eliminé      | Eliminé      | Eliminé  | Eliminé |